# Marie Corelli
Marie Corelli (ur. 1 maja 1855 w Londynie, zm. 21 kwietnia 1924 w Stratford-upon-Avon) – angielska pisarka.
Kształciła się dla kariery muzycznej, lecz zwróciła się ku literaturze. Mówiono o niej, że była ulubioną pisarką królowej Wiktorii. Opublikowała m.in. "Romans dwóch światków" (1886). Jej utwory były później wykpiwane ze względu na pretensjonalny styl.